# Luigi Della Torre
Luigi Della Torre (Alessandria, 13 luglio 1861 – Casciago, 4 settembre 1937) è stato un politico e banchiere italiano.

## Biografia
Già Archipace, poi Luigi Pacifico, nacque ad Alessandria dall'ingegner Isacco (poi Giacomo), di agiata famiglia ebraica, e da Jenny Pisa, figlia del noto banchiere Luigi Israele Pisa. Nel 1831 il bisnonno Zaccaria Pisa (1788-1833) fondò una ditta bancaria a Ferrara; nel 1852 il nonno Luigi Israele Pisa (Ferrara 1813 - Milano 1895) la trasferì a Milano. La Zaccaria Pisa fu a lungo un importante istituto bancario privato italiano: partecipò in prima fila allo sviluppo della Borsa di Milano, e fu tra gli azionisti - tra l'altro - della Strade Ferrate Meridionali dal 1862 (circa 2,5% del capitale) della Edison dal 1895 (circa 2,5-3%) , della De Angeli-Frua, della Molini Certosa.
Laureato in Scienze economiche, Della Torre si stabilì a Milano e si sposò con Teresa Zambelli (sorella della nota ballerina Carlotta Zambelli). Lavorò presso la banca di famiglia, di cui il nonno materno era contitolare con il fratello Giuseppe (Ferrara 1827 - Milano 1904). Cultore di studi sociali, Della Torre svolse ruoli attivi, accanto allo zio Ugo Pisa, nella «Società Umanitaria», divenendone dal 1903 vicepresidente accanto a Luigi Majno e dal 1913 al 1924 presidente. Di lui si è scritto a questo proposito che "con generosa ed illuminata opera amministrativa e politica assicurò dell'Istituzione le sorti più felici e ne procurò la trionfale affermazione anche in tempi difficili".
All'inizio del nuovo secolo Della Torre ottenne una piccola partecipazione al capitale da Giuseppe Pisa, ed entrò nella gerenza dell'istituto. Gestì la banca insieme al già ricordato Giuseppe Pisa e all'ingegner Giuseppe Sullam (nipote di Luigi Pisa), non socio. Erede universale dell'istituto fu designato Luigi Giuseppe, figlio di Giuseppe, che divenne maggiorenne nel 1911. In quell'anno si creò al posto della ditta bancaria la società in nome collettivo «Zaccaria Pisa» con capitali prevalentemente del giovane proprietario e con una presenza di minoranza del Della Torre. Dal 1911 alla metà degli anni venti Luigi Della Torre continuò a svolgere con la «Zaccaria Pisa» un ruolo importante quale intermediario (broker) e anche in operazioni di credito mobiliare con imprese clienti quotate alla Borsa di Milano e fu lungamente presente nei consigli di amministrazione della Edison e di altre importanti imprese industriali.
Fu nominato Senatore del Regno nel 1913; nello stesso anno fu chiamato alla vicepresidenza dell'Istituto Nazionale di Credito per la Cooperazione (oggi Banca Nazionale del Lavoro); più direttamente si occupò come presidente dell'Istituto di credito per le cooperative S.A. Come senatore fu vicino agli ambienti democratici e fece parte di un partito riformista detto Democrazia sociale.
Fece parte della Massoneria.
Stimato da Bonaldo Stringher, Governatore della Banca d'Italia, dai vertici delle grandi banche milanesi e da significativi circoli politici, Della Torre fu il primo presidente dell'Associazione Bancaria Italiana dal 1919 al 1925. Fu presidente della F.lli Treves editori, la quale a metà degli anni venti fu incaricata dal ministro della Pubblica istruzione Giovanni Gentile di partecipare alla realizzazione dell'Enciclopedia Italiana. 
Dopo l'improvvisa morte di Luigi Giuseppe Pisa nel 1930, la Banca Zaccaria Pisa venne messa in liquidazione.
Nel 1934 il senatore Della Torre fu colto da un ictus; morì tre anni dopo nel 1937.